# Mroczna połowa
Mroczna połowa (ang. The Dark Half) – powieść z gatunku horror, autorstwa Stephena Kinga z 1989 roku.

## Fabuła
Thad Beaumont jest pisarzem o rozdwojonej osobowości. Pisząc pod własnym nazwiskiem wydawał książki słabo oceniane i źle się sprzedające, natomiast pod pseudonimem George Stark wydawał krwawe bestsellery. Postanawia jednak skończyć z pisaniem pod pseudonimem i publicznie przyznaje, że George Stark był postacią fikcyjną. Dla artykułu do gazety Thad z żoną Lizą pozowali nad atrapą nagrobku George’a Starka. Wkrótce jednak okazuje się, iż mroczna połowa pisarza ożywa i zabija ludzi.
Natchnieniem dla Stephena Kinga było porzucenie przez niego samego jego własnego pseudonimu literackiego, Richarda Bachmana. Jemu też jest ta powieść dedykowana.

## Czas i miejsce akcji
Akcja powieści toczy się w małym, fikcyjnym miasteczku Castle Rock w stanie Maine w USA, ale chwilami przenosi się w inne miejscowości. Czas akcji to 1988 rok.

## Bohaterowie
- Thad Beaumont – główny bohater powieści, pisarz o rozdwojonej osobowości.
- George Stark – pseudonim literacki Thada i jednocześnie jego mroczna połowa, która przybiera cielesną formę.
- Liza Beaumont – żona Thada, z którą ma dwoje dzieci - Wendy i Williama.
- Alan Pangborn – policjant zajmujący się sprawą morderstw dokonywanych przez George’a Starka.

## Ekranizacja
Powieść została zekranizowana w 1993 roku pod tym samym tytułem przez George’a Romero, reżysera znanego dzięki Nocy żywych trupów. W podwójną rolę Thada i George’a Starka wcielił się Timothy Hutton.